# Nahki Wells
Nahki M. Wells (ur. 1 czerwca 1990) – bermudzki piłkarz występujący na pozycji napastnika, obecnie zawodnik angielskiego Bristol City.

## Kariera klubowa
Wells jest wychowankiem zespołu Dandy Town Hornets, do którego juniorów dołączył w wieku 12 lat, a treningi z seniorską drużyną rozpoczął cztery lata później. W sezonie 2009/2010 zdobył z Hornets mistrzostwo Bermudów i wywalczył tytuł króla strzelców ligi bermudzkiej z dwudziestoma golami na koncie. W 2010 roku został piłkarzem drużyny Bermuda Hogges, występującej w czwartej lidze amerykańskiej – USL Premier Development League.
Kilka miesięcy później, w listopadzie tego samego roku, Wells za radą swojego rodaka Shauna Goatera, udał się na testy do angielskiego trzecioligowca – Carlisle United. Na początku 2011 roku podpisał z tym klubem umowę i w League One zadebiutował 15 stycznia w wygranym 4:0 spotkaniu z Bristol Rovers. Nie mogąc wywalczyć sobie miejsca w wyjściowym składzie po sześciu miesiącach odszedł do grającego klasę niżej zespołu Bradford City i podpisał z nim roczny kontrakt. Pierwszy mecz w League Two rozegrał 6 sierpnia 2011 z Aldershot Town (1:2), natomiast premierową bramkę zdobył 27 sierpnia w konfrontacji z Barnet (4:2).

## Kariera reprezentacyjna
W seniorskiej reprezentacji Bermudów Wells zadebiutował jeszcze jako zawodnik Dandy Town Hornets, w 2007 roku. Pierwsze trafienie w kadrze narodowej zanotował 7 października 2011 w wygranym 2:1 spotkaniu z Trynidadem i Tobago w ramach eliminacjach do Mistrzostw Świata 2014. W tych samych rozgrywkach wpisał się na listę strzelców jeszcze w wygranej 2:1 konfrontacji z Barbadosem, jednak jego drużyna nie zdołała się ostatecznie zakwalifikować na mundial.
Został powołany na Złoty Puchar CONCACAF 2019, gdzie zdobył gola w meczu z Nikaraguą.